# La vispa Teresa (film 1939)
La vispa Teresa è un cortometraggio del 1939 diretto da Roberto Rossellini.

## Trama
Motore della storia è la famosa filastrocca di Luigi Sailer: "La vispa Teresa avea tra l'erbetta a volo sorpreso gentil farfalletta...". 
Dei piccoli insetti che popolano un prato, sono amici della "gentil farfalletta" che viene catturata da una bambina. Questi si uniscono insieme e partono all'attacco di Teresa cercando di liberarla.

## Produzione
La vispa Teresa fa parte di una serie di cortometraggi prodotti dalla Scalera Film a seguito del successo del primo cortometraggio autoprodotto da Rossellini, Fantasia sottomarina, di cui dovevano ripetere il modello: raccontare una storia partendo da materiali documentari con protagonisti gli animali. Se in Fantasia sottomarina gli attori erano stati i pesci e gli altri abitanti dei fondali marini, Rossellini ideò molte diverse storie con di volta in volta animali appartenenti ad ambienti diversi: il bosco, la fattoria, il prato, il ruscello ecc.
Dei tanti cortometraggi progettati riuscì a realizzarne solo tre: Il tacchino prepotente, Il ruscello di Ripasottile (perduto) e La vispa Teresa, cortometraggio che era andato perduto e di cui è stata recentemente ritrovata una copia.